# Seraphim De Vos
Seraphim De Vos (Brugge, 4 maart 1659 - Brussel, 11 maart 1728), ook Pieter De Vos en Spiritus Ardens, was een Zuid-Nederlands kapucijn en schrijver in de volkstaal.
De Vos trad toe tot de orde van minderbroeders-kapucijnen. Hij werd op 9 april 1679 in Leuven ingekleed. Hij werd predikant en verbleef opeenvolgend in de kloosters van Antwerpen, Mechelen, Brussel en waarschijnlijk Brugge.

## Publicaties
- De verdruckte onnoozelheyt of het leven van de salige Maegd en Martelaresse Maria, bijgenaamd de Allendighe, handschrift.
- Het boekcken van de vier Uytersten. En eenighe Byvoegsels om in onze Uytersten getroost te wesen, Brugge, Paul Roose, 1711, met 8 herdrukken.
- Blij-eindigh Treurspel de Goddelijke Voorzienigheyd, beproeft in Berthulfo en Ansberta, 1720.
- De halve jubelfeest ofte het verloop van vijfentwintig jaeren dat den groot-achtbaeren heer staatsraed Leonardus De Witte als medecijn-leveraer van het convent der paters Capucijnen binnen Brugghe heeft gedient op den 30 december 1720, 1720.